# ویتالی زدوروفتسکی
ویتالی زدوروفتسکی (به انگلیسی: Vitaly Zdorovetskiy؛ متولد ۸ مارس ۱۹۹۲)، بیشتر شناخته شده با عنوان ویتالی، یوتیوبر و بازیگر زاده شده در روسیه و ساکن ایالات متحده آمریکا است. ویدیوهای یوتیوب زدوروفتسکی تا اکتبر ۲۰۱۸ به بیش از ۱٫۵ میلیارد نمایش و بیش از ۹٫۸ میلیون مشترک رسیدند. کانال ویدیو بلاگ او نیز تاکنون ۲ میلیون مشترک دارد.
محتوای ویدیوهای زدوروفتسکی شامل دوربین‌های مخفی، ویدیو بلاگ و سفرنامه ویدیویی می‌شود. او همچنین هر از چندگاهی به پرش در میان مسابقات ورزشی و جیمی جامپ می‌پردازد. یکی از آخرین کارهای او پرش در مسابقه فینال لیگ ملی بسکتبال آمریکا و اعتراض به سیاست‌های دونالد ترامپ، رئیس‌جمهور آمریکا، بود.